# Festival di Sanremo 2003
Il cinquantatreesimo Festival di Sanremo si svolse al teatro Ariston di Sanremo dal 4 all'8 marzo 2003 con la conduzione, per la seconda volta consecutiva, di Pippo Baudo, affiancato dalle attrici Serena Autieri e Claudia Gerini. La direzione artistica fu curata dallo stesso Baudo.
L'edizione fu vinta da Alexia con il brano Per dire di no per la sezione Campioni e da Dolcenera con il brano Siamo tutti là fuori per la sezione Giovani.
Polemiche furono causate dalla presenza, tra i Giovani, di Alina, in gara con la canzone Un piccolo amore, dovute all'età che lei aveva all'epoca, appena 12 anni (divenendo così la cantante in gara più giovane dell'intera storia della kermesse canora), da molti ritenuta troppo piccola per partecipare a una manifestazione di tale importanza e proporzioni. Dalle edizioni successive verrà introdotta nel regolamento del festival una disposizione per cui i partecipanti dovranno avere compiuto almeno 14 anni di età.

## Partecipanti

### Sezione Campioni
| Interprete                       | Ultime partecipazioni al festival           |
| -------------------------------- | ------------------------------------------- |
| Alex Britti                      | 2001                                        |
| Alexia                           | 2002                                        |
| Amedeo Minghi                    | 2000                                        |
| Anna Oxa                         | 2001                                        |
| Anna Tatangelo e Federico Stragà | 2002 (tra i Giovani) e 1998 (tra i Giovani) |
| Antonella Ruggiero               | 1999                                        |
| Bobby Solo e Little Tony         | 1984 e 1974                                 |
| Cristiano De André               | 1993                                        |
| Eiffel 65                        | Esordienti                                  |
| Enrico Ruggeri e Andrea Mirò     | 2002 e 2000 (tra le Nuove Proposte)         |
| Fausto Leali                     | 2002                                        |
| Giuni Russo                      | 1968 (con il nome di Giusy Romeo)           |
| Iva Zanicchi                     | 1984                                        |
| Lisa                             | 1998 (tra i Giovani, poi tra i Campioni)    |
| Luca Barbarossa                  | 1996                                        |
| Negrita                          | Esordienti                                  |
| Nino D'Angelo                    | 2002                                        |
| Sergio Cammariere                | Esordiente                                  |
| Silvia Salemi                    | 1998                                        |
| Syria                            | 2001                                        |

### Sezione Giovani
| Interprete               | Ultime partecipazioni al Festival |
| ------------------------ | --------------------------------- |
| Alina                    | Esordiente                        |
| Allunati                 | Esordienti                        |
| Daniela Pedali           | Esordiente                        |
| Daniele Stefani          | Esordiente                        |
| Dolcenera                | Esordiente                        |
| Elsa Lila                | Esordiente                        |
| Filippo Merola           | Esordiente                        |
| Gianni Fiorellino        | 2002                              |
| Jacqueline Maiello Ferry | Esordiente                        |
| Manuela Zanier           | Esordiente                        |
| Marco Fasano             | Esordiente                        |
| Maria Pia & SuperZoo     | Esordienti                        |
| Patrizia Laquidara       | Esordiente                        |
| Roberto Giglio           | Esordiente                        |
| Verdiana                 | Esordiente                        |
| Zurawski                 | Esordienti                        |

## Classifica finale

### Sezione Campioni
| Posizione | Interprete                       | Canzone                  | Autori                                                       | Voti ricevuti |
| --------- | -------------------------------- | ------------------------ | ------------------------------------------------------------ | ------------- |
| 1º        | Alexia                           | Per dire di no           | A. Salerno e Alexia                                          | 24.248        |
| 2º        | Alex Britti                      | 7000 caffè               | A. Britti                                                    | 23.298        |
| 3º        | Sergio Cammariere                | Tutto quello che un uomo | R. Kunstler e S. Cammariere                                  | 21.919        |
| 4º        | Enrico Ruggeri e Andrea Mirò     | Nessuno tocchi Caino     | E. Ruggeri e A. Mirò                                         | 21.779        |
| 5º        | Syria                            | L'amore è                | Jovanotti                                                    | 20.482        |
| 6º        | Lisa                             | Oceano                   | M. Malavasi, Leozed e A. Sandri                              | 20.310        |
| 7º        | Giuni Russo                      | Morirò d'amore           | G. Russo, V. Magelli e M. A. Sisini                          | 18.147        |
| 8º        | Silvia Salemi                    | Nel cuore delle donne    | G. Artegiani e S. Salemi                                     | 17.869        |
| 9º        | Antonella Ruggiero               | Di un amore              | A. Ruggiero e A. Volpe                                       | 17.722        |
| 10º       | Luca Barbarossa                  | Fortuna                  | L. Barbarossa                                                | 17.487        |
| 11º       | Nino D'Angelo                    | 'A storia 'e nisciuno    | N. D'Angelo e N. Tortora                                     | 17.466        |
| 12º       | Cristiano De André               | Un giorno nuovo          | C. De André, O. Malaspina, M. Talamo, S. Melone e D. Fossati | 17.298        |
| 13º       | Fausto Leali                     | Eri tu                   | F. Leali e G. Panceri                                        | 16.978        |
| 14º       | Anna Oxa                         | Cambierò                 | M. Falagiani, M. Carnesecchi e A. Oxa                        | 16.933        |
| 15º       | Eiffel 65                        | Quelli che non hanno età | D. Capuano, M. Lobina, G. Ponte, G. Randone e G. Colla       | 16.758        |
| 16º       | Bobby Solo e Little Tony         | Non si cresce mai        | G. Bigazzi, G. Gastaldo e R. Satti                           | 16.754        |
| 17º       | Anna Tatangelo e Federico Stragà | Volere volare            | Bungaro e C. Passavanti                                      | 16.406        |
| 18º       | Negrita                          | Tonight                  | F. Barbacci, P. Bruni, F. Li Causi, C. Petricich e E. Salvi  | 16.270        |
| 19º       | Amedeo Minghi                    | Sarà una canzone         | A. Minghi                                                    | 13.404        |
| 20º       | Iva Zanicchi                     | Fossi un tango           | L. Lana e A. Donati                                          | 12.898        |

### Sezione Giovani
| Posizione | Interprete               | Canzone              | Autori                                         |
| --------- | ------------------------ | -------------------- | ---------------------------------------------- |
| 1º        | Dolcenera                | Siamo tutti là fuori | Dolcenera                                      |
| 2º        | Alina                    | Un piccolo amore     | A. De Sanctis, A. Bettini, M. Telli e A. Cheli |
| 3º        | Zurawski                 | Lei che              | A. Zurawski, V. Tempera e M. Martellini        |
| 4º        | Verdiana                 | Chi sei non lo so    | V. Centrone, E. Giudizi e M. Minoia            |
| 5º        | Gianni Fiorellino        | Bastava un niente    | A. Casaburi e G. Fiorellino                    |
| 6º        | Daniele Stefani          | Chiaraluna           | G. Boursier e D. Stefani                       |
| 7º        | Patrizia Laquidara       | Lividi e fiori       | G. Romanelli e P. Laquidara                    |
| 8º        | Elsa Lila                | Valeria              | G. Maffei, M. Marati e L. Bechelli             |
| 9º        | Roberto Giglio           | Cento cose           | R. Giglio                                      |
| 10º       | Jacqueline Maiello Ferry | Vicina e lontana     | J. Maiello Ferry e J. M. Maiello Ferry         |
| 11º       | Daniela Pedali           | Vorrei               | Depsa, A. Valsiglio, L. Valsiglio e S. Monetti |
| 12º       | Manuela Zanier           | Amami                | M. Zanier, P. De Lazzaro e R. Russo            |
| 13º       | Allunati                 | Chiama di notte      | E. Nascimbeni e A. Lunati                      |
| 14º       | Marco Fasano             | E già                | M. Fasano e A. Annona                          |
| 15º       | Maria Pia & SuperZoo     | Tre fragole          | G. Colonna e F. Roccia                         |
| 16º       | Filippo Merola           | Mi sento libero      | F. Merola e R. Di Pietro                       |

## Regolamento e serate

### Prima serata
Esibizione di 10 Campioni e 8 Giovani, con votazione della giuria demoscopica e della Giuria specializzata.

#### Campioni
| Ordine di uscita | Artista                      | Brano                    |
| ---------------- | ---------------------------- | ------------------------ |
| 1                | Anna Oxa                     | Cambierò                 |
| 2                | Luca Barbarossa              | Fortuna                  |
| 3                | Eiffel 65                    | Quelli che non hanno età |
| 4                | Alex Britti                  | 7000 caffè               |
| 5                | Sergio Cammariere            | Tutto quello che un uomo |
| 6                | Iva Zanicchi                 | Fossi un tango           |
| 7                | Lisa                         | Oceano                   |
| 8                | Enrico Ruggeri e Andrea Mirò | Nessuno tocchi Caino     |
| 9                | Fausto Leali                 | Eri tu                   |
| 10               | Cristiano De André           | Un giorno nuovo          |

#### Giovani
| Ordine di uscita | Artista            | Brano                |
| ---------------- | ------------------ | -------------------- |
| 1                | Dolcenera          | Siamo tutti là fuori |
| 2                | Verdiana           | Chi sei non lo so    |
| 3                | Daniele Stefani    | Chiaraluna           |
| 4                | Gianni Fiorellino  | Bastava un niente    |
| 5                | Filippo Merola     | Mi sento libero      |
| 6                | Manuela Zanier     | Amami                |
| 7                | Patrizia Laquidara | Lividi e fiori       |
| 8                | Zurawski           | Lei che              |

#### Ospiti
- Mario Cipollini
- Peter Gabriel - Growing Up
- Shania Twain - I'm Gonna Getcha Good!
- Luciana Littizzetto
- Nino Frassica

### Seconda serata
Esibizione di 10 Campioni e 8 Giovani con votazione della giuria demoscopica e della Giuria specializzata.

#### Campioni
| Ordine di uscita | Artista                          | Brano                 |
| ---------------- | -------------------------------- | --------------------- |
| 1                | Anna Tatangelo e Federico Stragà | Volere volare         |
| 2                | Amedeo Minghi                    | Sarà una canzone      |
| 3                | Alexia                           | Per dire di no        |
| 4                | Antonella Ruggiero               | Di un amore           |
| 5                | Bobby Solo e Little Tony         | Non si cresce mai     |
| 6                | Negrita                          | Tonight               |
| 7                | Nino D'Angelo                    | 'A storia 'e nisciuno |
| 8                | Giuni Russo                      | Morirò d'amore        |
| 9                | Syria                            | L'amore è             |
| 10               | Silvia Salemi                    | Nel cuore delle donne |

#### Giovani
| Ordine di uscita | Artista                  | Brano            |
| ---------------- | ------------------------ | ---------------- |
| 1                | Maria Pia & SuperZoo     | Tre fragole      |
| 2                | Roberto Giglio           | Cento cose       |
| 3                | Alina                    | Un piccolo amore |
| 4                | Elsa Lila                | Valeria          |
| 5                | Daniela Pedali           | Vorrei           |
| 6                | Marco Fasano             | E già            |
| 7                | Jacqueline Maiello Ferry | Vicina e lontana |
| 8                | Allunati                 | Chiama di notte  |

#### Ospiti
- Valentino Rossi
- Enrico Montesano
- Rod Stewart - These Foolish Things
- Des'ree - It's Ok
- Nino Frassica - sketch "TeleScasazza" con la partecipazione di Alex Polidori

### Terza serata
Esibizione di tutti i 20 Campioni con votazione della giuria demoscopica e della Giuria specializzata.

#### Campioni
| Ordine di uscita | Artista                          | Brano                    |
| ---------------- | -------------------------------- | ------------------------ |
| 1                | Fausto Leali                     | Eri tu                   |
| 2                | Silvia Salemi                    | Nel cuore delle donne    |
| 3                | Bobby Solo e Little Tony         | Non si cresce mai        |
| 4                | Iva Zanicchi                     | Fossi un tango           |
| 5                | Nino D'Angelo                    | 'A storia 'e nisciuno    |
| 6                | Negrita                          | Tonight                  |
| 7                | Giuni Russo                      | Morirò d'amore           |
| 8                | Anna Tatangelo e Federico Stragà | Volere volare            |
| 9                | Syria                            | L'amore è                |
| 10               | Cristiano De André               | Un giorno nuovo          |
| 11               | Lisa                             | Oceano                   |
| 12               | Luca Barbarossa                  | Fortuna                  |
| 13               | Enrico Ruggeri e Andrea Mirò     | Nessuno tocchi Caino     |
| 14               | Alexia                           | Per dire di no           |
| 15               | Sergio Cammariere                | Tutto quello che un uomo |
| 16               | Alex Britti                      | 7000 caffè               |
| 17               | Antonella Ruggiero               | Di un amore              |
| 18               | Eiffel 65                        | Quelli che non hanno età |
| 19               | Amedeo Minghi                    | Sarà una canzone         |
| 20               | Anna Oxa                         | Cambierò                 |

#### Ospiti
- Giocatori della Juventus - Il mio canto libero
- Carla Bruni - Quelqu'un m'a dit
- Sharon Stone
- Tara Gandhi (nipote di Mahatma Gandhi)
- Panjabi MC - Mundian To Bach Ke
- Nino Frassica - sketch "TeleScasazza" con la partecipazione di Alex Polidori

### Quarta serata
Esibizione finale dei 16 Giovani con votazione della giuria demoscopica e della Giuria specializzata: venne infine resa nota la classifica e furono premiati i primi tre classificati. Inoltre, i 20 Campioni eseguirono il ritornello della propria canzone.

#### Giovani
| Ordine di uscita | Artista              | Brano                |
| ---------------- | -------------------- | -------------------- |
| 1                | Manuela Zanier       | Amami                |
| 2                | Zurawski             | Lei che              |
| 3                | Patrizia Laquidara   | Lividi e fiori       |
| 4                | Gianni Fiorellino    | Bastava un niente    |
| 5                | Jacqueline Ferry     | Vicina e lontana     |
| 6                | Daniela Pedali       | Vorrei               |
| 7                | Marco Fasano         | E già                |
| 8                | Elsa Lila            | Valeria              |
| 9                | Alina                | Un piccolo amore     |
| 10               | Allunati             | Chiama di notte      |
| 11               | Verdiana             | Chi sei non lo so    |
| 12               | Maria Pia & SuperZoo | Tre fragole          |
| 13               | Daniele Stefani      | Chiaraluna           |
| 14               | Dolcenera            | Siamo tutti là fuori |
| 15               | Filippo Merola       | Mi sento libero      |
| 16               | Roberto Giglio       | Cento cose           |

#### Ospiti
- Nicola Arigliano
- Blue - One Love
- Shaggy - Strength of a Woman
- Cast del musical Pinocchio (musiche dei Pooh) -  Medley composto da Sballo e da Voglio andare via
- Massimo Ghini - Parole parole (con Serena Autieri)
- Nilla Pizzi - Grazie dei fior e Vola colomba
- Nino Frassica - sketch "TeleScasazza" con la partecipazione di Alex Polidori

### Quinta serata - Finale
Esibizione finale dei 20 Campioni con votazione della Giuria Demoscopica e della Giuria Specializzata: venne infine resa nota la classifica e furono premiati i primi tre classificati.

#### Campioni
| Ordine di uscita | Artista                          | Brano                    |
| ---------------- | -------------------------------- | ------------------------ |
| 1                | Syria                            | L'amore è                |
| 2                | Cristiano De André               | Un giorno nuovo          |
| 3                | Enrico Ruggeri e Andrea Mirò     | Nessuno tocchi Caino     |
| 4                | Lisa                             | Oceano                   |
| 5                | Alex Britti                      | 7000 caffè               |
| 6                | Silvia Salemi                    | Nel cuore delle donne    |
| 7                | Nino D'Angelo                    | 'A storia 'e nisciuno    |
| 8                | Anna Oxa                         | Cambierò                 |
| 9                | Alexia                           | Per dire di no           |
| 10               | Sergio Cammariere                | Tutto quello che un uomo |
| 11               | Eiffel 65                        | Quelli che non hanno età |
| 12               | Giuni Russo                      | Morirò d'amore           |
| 13               | Anna Tatangelo e Federico Stragà | Volere volare            |
| 14               | Amedeo Minghi                    | Sarà una canzone         |
| 15               | Bobby Solo e Little Tony         | Non si cresce mai        |
| 16               | Antonella Ruggiero               | Di un amore              |
| 17               | Negrita                          | Tonight                  |
| 18               | Fausto Leali                     | Eri tu                   |
| 19               | Iva Zanicchi                     | Fossi un tango           |
| 20               | Luca Barbarossa                  | Fortuna                  |

#### Ospiti
- Mike Bongiorno
- Fabio Fazio

- Giorgio Panariello
- Lino Banfi e il cast di Un medico in famiglia
- Cast del musical I dieci comandamenti (musiche di Guido e Maurizio De Angelis)
- Diana Krall - Fly Me to the Moon e "Route 66"
- Holly Valance - Down Boy
- Nino Frassica - sketch "TeleScasazza" con la partecipazione di Alex Polidori

## Premi

### SezioneCampioni
- Vincitore 53º Festival di Sanremo: Alexia con Per dire di no
- Podio - secondo classificato 53º Festival di Sanremo: Alex Britti con 7000 caffè
- Podio - terzo classificato 53º Festival di Sanremo: Sergio Cammariere con Tutto quello che un uomo
- Premio della Critica "Mia Martini" sezione Campioni: Sergio Cammariere con Tutto quello che un uomo
- Premio Volare per il miglior testo: Enrico Ruggeri e Andrea Mirò con Nessuno tocchi Caino
- Premio Volare per la migliore musica: Sergio Cammariere con Tutto quello che un uomo
- Premio Volare per il miglior arrangiamento: Franco Battiato e Roberto Colombo con Morirò d'amore

### SezioneGiovani
- Premio della Critica "Mia Martini" sezione Giovani: Patrizia Laquidara per Lividi e fiori
- Premio della Giuria di qualità "Alex Baroni" sezione Giovani: Patrizia Laquidara per Lividi e fiori

### Altri premi
- Premio Citta' di Sanremo alla Carriera: Nilla Pizzi

## Scenografia
La scenografia del festival, disegnata da Gaetano Castelli, era caratterizzata dall'orchestra posta a semicerchio su un palco candido, da un cielo nero stellato con una grande scritta "Sanremo" sullo sfondo e, come da tradizione, da varie decorazioni floreali.

## Orchestra

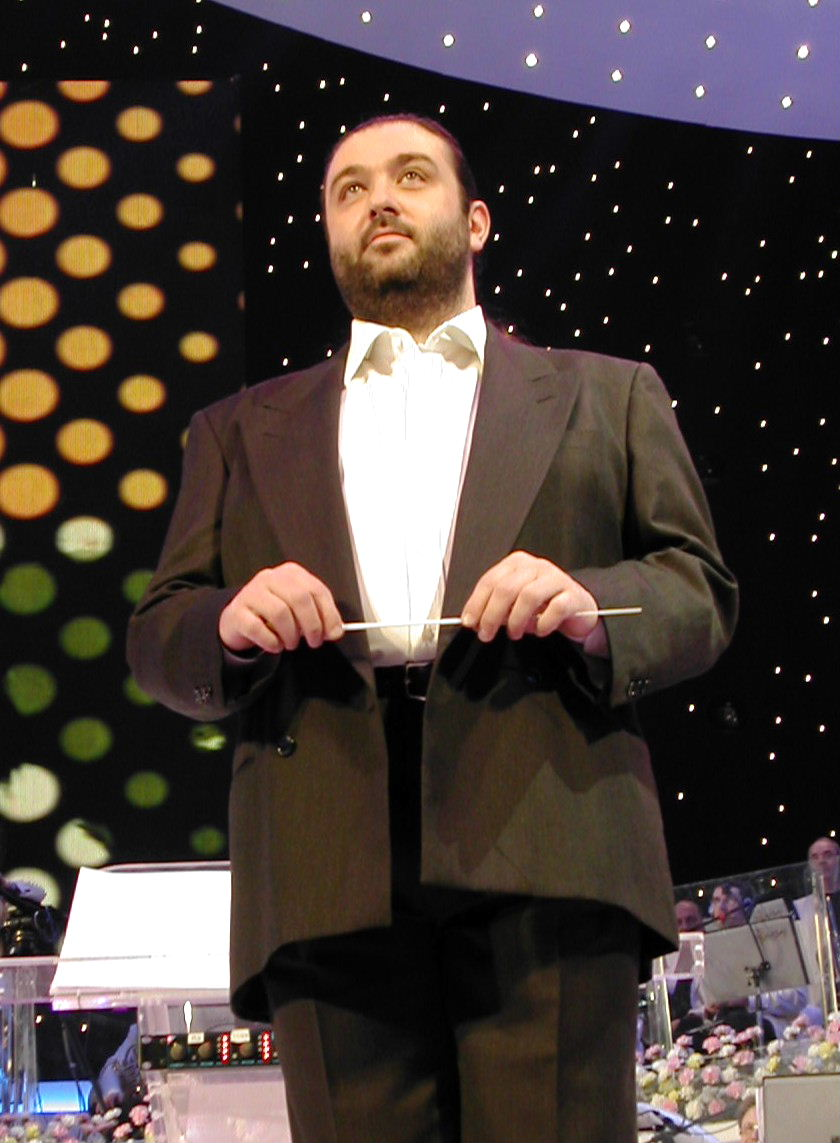
Il compositore d'orchestra Massimo Morini al Festival.

L'orchestra, che da quest'edizione è composta dai musicisti dell'orchestra sinfonica di Sanremo, è stata diretta dal maestro Pippo Caruso. Durante le esibizioni dei cantanti è stata diretta da:
- Antonio Annona per Marco Fasano
- Mike Applebaum per Alex Britti
- Giuliano Boursier per i Negrita e Roberto Giglio
- Roberto Colombo per Antonella Ruggiero e Giuni Russo
- Vittorio Cosma per Cristiano De Andrè
- Pino Di Pietro per Enrico Ruggeri e Andrea Mirò
- Lucio Fabbri per Dolcenera
- Guido Facchini per Lisa
- Marco Falagiani per Anna Oxa
- Umberto Iervolino per Daniele Stefani
- Gianfranco Lombardi per Iva Zanicchi e Manuela Zanier
- Max Longhi per Fausto Leali
- Flavio Mazzocchi per Amedeo Minghi
- Max Minoia per Verdiana
- Massimo Morini per Alina
- Mario Natale per Silvia Salemi, gli Eiffel 65 e gli Allunati
- Lorenzo Pagliei per Filippo Merola
- Adriano Pennino per Bobby Solo e Little Tony
- Bruno Santori per Luca Barbarossa e Syria
- Mario Simeoli per Gianni Fiorellino
- Vince Tempera per gli Zurawski
- Nuccio Tortora per Nino D'Angelo
- Peppe Vessicchio per Alexia, Sergio Cammariere, Patrizia Laquidara, Jacqueline Ferry e Maria Pia & SuperZoo
- Fio Zanotti per Anna Tatangelo e Federico Stragà, Elsa Lila e Daniela Pedali

## Sigla
E va be'... Cantiamo interpretata da Claudia Gerini e Serena Autieri con, in conclusione, il tradizionale Perché Sanremo è Sanremo.

## Giuria di qualità
- Red Ronnie
- Carlo Conti
- Amanda Lear
- Bruno Lauzi
- Vanessa Incontrada
- Anna Pettinelli
- Andrea Salvetti
- Lorella Cuccarini
- Paolo Limiti
- Claudio Coccoluto
- Valerio Mastandrea
- Giorgio Faletti
- Mara Venier
- Carlo Verdone
- Teo Teocoli
- Amadeus
- Stelvio Cipriani
- Massimo Cotto
- Simona Ventura

## Ascolti
Risultati di ascolto delle varie serate, secondo rilevazioni Auditel.
| Serata             | Messa in onda      | I parte            | I parte            | II parte           | II parte           | Media          | Media  |
| Serata             | Messa in onda      | Telespettatori     | Share              | Telespettatori     | Share              | Telespettatori | Share  |
| ------------------ | ------------------ | ------------------ | ------------------ | ------------------ | ------------------ | -------------- | ------ |
| I                  | 4 marzo 2003       | 12364000           | 40,37%             | 6149000            | 47,24%             | 9118000        | 42,55% |
| II                 | 5 marzo 2003       | 11625000           | 38,92%             | 6058000            | 43,40%             | 8795000        | 41,16% |
| III                | 6 marzo 2003       | 10933000           | 35,88%             | 5850000            | 39,43%             | 8175000        | 37,19% |
| IV                 | 7 marzo 2003       | 10191000           | 36,10%             | 5435000            | 42,38%             | 7673000        | 39,24% |
| Finale             | 8 marzo 2003       | 12462000           | 49,21%             | 7812000            | 61,04%             | 9828000        | 54,12% |
| Media delle serate | Media delle serate | Media delle serate | Media delle serate | Media delle serate | Media delle serate | 8718000        | 42,85% |

Il picco di share si è avuto alle ore 1:15 della serata finale con il 78,47%

## Dopofestival
Il Dopofestival andò in onda dal teatro del Casinò di Sanremo. Fu designato inizialmente quale presentatore Vittorio Sgarbi che avrebbe voluto accanto a sé l'ex Presidente della Repubblica Francesco Cossiga e l'attrice transgender Cristina Bugatty. La Rai non approvò la presenza della Bugatty, causando le proteste delle associazioni LGBTQ, e l'incarico di conduttore passò a Pippo Baudo (non senza uno strascico di polemiche tra lui e Cossiga), con la partecipazione di Giancarlo Magalli, Simona Izzo, Pino Massara, Gianni Ippoliti, Gianfranco Vissani, Monica Setta, Marco Maccarini, Michelle Bonev e Adriano Aragozzini. La Bonev fu uno dei "casi" dell'edizione: totalmente sconosciuta all'epoca, annunciò la sua partecipazione come co-conduttrice del Dopofestival assieme a Baudo; l'affermazione, non smentita dalla Rai, destò non poche perplessità tra il pubblico e i giornalisti. Il ruolo dell'attrice bulgara alla fine risultò in realtà limitato a poche e piccole apparizioni.

## Piazzamenti in classifica dei singoli
| Artista                          | Singolo                  | Posizione massima |
| -------------------------------- | ------------------------ | ----------------- |
| Eiffel 65                        | Quelli che non hanno età | 4                 |
| Sergio Cammariere                | Tutto quello che un uomo | 4                 |
| Dolcenera                        | Siamo tutti là fuori     | 10                |
| Giuni Russo                      | Morirò d'amore           | 10                |
| Alexia                           | Per dire di no           | 11                |
| Alex Britti                      | 7000 caffè               | 13                |
| Anna Oxa                         | Cambierò                 | 17                |
| Syria                            | L'amore è                | 24                |
| Antonella Ruggiero               | Di un amore              | 24                |
| Amedeo Minghi                    | Sarà una canzone         | 26                |
| Lisa                             | Oceano                   | 28                |
| Maria Pia & SuperZoo             | Tre fragole              | 29                |
| Bobby Solo-Little Tony           | Non si cresce mai        | 29                |
| Anna Tatangelo e Federico Stragà | Volere volare            | 35                |
| Elsa Lila                        | Valeria                  | 47                |
| Daniele Stefani                  | Chiaraluna               | 49                |

### Compilation
- Sanremo 2003
- Sanremo - 53º Festival della Canzone Italiana

## Curiosità
- In quest'edizione ci furono Nino Frassica e il piccolo Alex Polidori come ospiti fissi nel ruolo delle parodie di TeleScasazza.
- La Gialappa's Band in quest'edizione partecipò con il tormentone Situation, parola usata tante volte al Dopofestival e raffigurata su adesivi da alcuni cantanti al termine della serata finale.